# چورمان، لاچین
چورمانک (ارمنی: Չորմանք، ترکی آذربایجانی: Çorman چورمان) یک منطقهٔ مسکونی در جمهوری آرتساخ است که در استان کاشاتاق واقع شده‌است.